# دیدار پایانی لیگ قهرمانان آسیا ۲۰۲۲
فینال لیگ قهرمانان آسیا ۲۰۲۲ رقابت پایانی لیگ قهرمانان آسیا ۲۰۲۲ است؛ چهل و یکمین دوره از بالاترین سطح مسابقات فوتبال آسیایی که توسط کنفدراسیون فوتبال آسیا (اِی‌اف‌سی) پایه‌گذاری شده‌است و همچنین بیستمین دوره از مسابقاتی که با عنوان لیگ قهرمانان آسیا شناخته می‌شود.